# Município de Waterford (condado de Washington, Ohio)
O município de Waterford (em inglês: Waterford Township) é um município localizado no condado de Washington no estado estadounidense de Ohio. No ano de 2010 tinha uma população de 3.713 habitantes e uma densidade populacional de 36,96 pessoas por km².

## Geografia
O município de Waterford encontra-se localizado nas coordenadas 39° 33′ 08″ N, 81° 38′ 56″ O. Segundo a Departamento do Censo dos Estados Unidos, o município tem uma superfície total de 100.47 km², da qual 96,43 km² correspondem a terra firme e (4,02 %) 4,04 km² é água.

## Demografia
Segundo o censo de 2010, tinha 3.713 habitantes residindo no município de Waterford. A densidade populacional era de 36,96 hab./km². Dos 3.713 habitantes, o município de Waterford estava composto pelo 98,06 % brancos, o 0,19 % eram afroamericanos, o 0,22 % eram amerindios, o 0,11 % eram asiáticos e o 1,43 % eram de uma mistura de raças. Do total da população o 0,4 % eram hispanos ou latinos de qualquer raça.